# Mordellistena inornata
Mordellistena inornata là một loài bọ cánh cứng trong họ Mordellidae. Loài này được Smith miêu tả khoa học năm 1882.